# Traditional Anglican Communion
De Traditional Anglican Communion (TAC) is een internationale groepering die onafhankelijk opereert van de 77 miljoen leden tellende Anglicaanse Kerk. De fractie telt ongeveer een half miljoen leden en staat onder leiding van John Hepworth.
De groep is het niet eens met bepaalde wijzigingen binnen de Anglicaanse Kerk, zoals het toelaten van vrouwen als geestelijken, het inzegenen van homorelaties en het tolereren van openlijk homoseksuele bisschoppen. In 2007 diende John Hepworth namens de TAC bij het Vaticaan een verzoek in om zijn gemeenschap met de Heilige Stoel te uniëren.